# (5670) Rosstaylor
(5670) Rosstaylor (1985 VF2) est un astéroïde de la ceinture principale, découvert le 7 novembre 1985 par l'astronome américaine Carolyn S. Shoemaker à l'Observatoire Palomar. 
Il est nommé d'après le planétologue et géochimiste néo-zélandais Stuart Ross Taylor (en). 